# Nobiskruger Nr. 2
Der Nobiskruger Nr. 2 ist ein Mehrzweck-Küstenmotorschiffstyp der Nobiskrug-Werft in Rendsburg.

## Geschichte
Um nach dem Auslaufen der erfolgreichen Baureihe Typ Rendsburg jeweils kostengünstige Serienschiffe anbieten zu können, entwarf die Werft Nobiskrug Mitte der 1970er Jahre drei Bautypen, die als Paragraphenschiffe in den drei Vermessungsgrößen 499 BRT, 999 BRT und 1599 BRT ausgelegt waren und Nobiskruger Nr. 2, Nobiskruger Nr. 3 und Nobiskruger Nr. 4 benannt wurden. Sie schlossen in ihrer Benennung an die in den 1930er Jahren sehr erfolgreichen Serienschiffe des Typs "Ich Verdiene" an, auch Nobiskruger Nr. 1 genannt. Für die 1978 vorgestellten drei neuen Typen erhielt die Werft Bauaufträge von verschiedenen Reedereien und stellte von 1977 bis Ende 1981 insgesamt zwölf Schiffe der Typen 2 und 3 fertig. Der Typ Nr. 4 wurde nicht bestellt.
Der Typ Nr. 2 wurde in fünf Einheiten gebaut. Zwei Einheiten wurden später auf rund 92 m verlängert was zu einer Tragfähigkeit von knapp 2500 Tonnen führte. Beim Umbau der Schiffe wurde auch jeweils das Deckshaus um ein Deck erhöht und das Vorschiff umgestaltet. Anfangs wurden die Schiffe auf europäischen Containerzubringerdiensten und in der Holzfahrt eingesetzt, später fand man die verbliebenen und zum Teil umgebauten Schiffe weltweit in der Küstenfahrt.

## Technik
Der Basisentwurf des Typs Nr. 2 wurde mit eisverstärktem Rumpf, Laderaumschotten und anderen Ausstattungen angeboten. Innerhalb der Baureihe werden keine Untertypen unterschieden, obwohl werftseitig zum Teil unterschiedliche Transportkapazitäten und verschiedene Anpassungen angeboten wurden. Die ganz achtern angeordneten Deckshäuser wurden vibrationsdämpfend auf Gummilagern aufgestellt. Der weitestgehend kastenförmige Laderaum ohne Unterstau der Schiffe hat einen Getreide-Rauminhalt von rund 2802 m³. Die Laderäume sind für den Transport von 59 Containern und Gefahrgutcontainern ausgerüstet, auf die serienmäßige Ausrüstung mit Cellguides wurde aber verzichtet. Durch die Form der Laderäume ist der Schiffstyp auch in der Zellulose- oder Paketholzfahrt einsetzbar. Darüber hinaus ist die Tankdecke für die Stauung von Schwergut verstärkt. Es wurden schwergutverstärkte hydraulisch betätigte Faltlukendeckel und mit einer Laufkatze verfahrbare Pontonlukendeckel für das Zwischendeck verwendet. Die Schiffe der Baureihe besaßen eine Containerkapazität von 142 20-Fuß-Standardcontainer (TEU). Alle Schiffe der Baureihe wurden werftseitig ohne Ladegeschirr abgeliefert.
Angetrieben werden die Schiffe des Typs Nr. 2 von Viertakt-Dieselmotoren mit rund 1200 PS, die auf einen Verstellpropeller wirken. Die An- und Ablegemanöver werden durch ein Bugstrahlruder unterstützt.
Die Schiffe konnten beim Bau als Freidecker mit einem zulässigen Tiefgang von 3,55 m und einer Tragfähigkeit von 1660 Tonnen oder als Volldecker mit geringerer Vermessung bei reduziertem Tiefgang und einer geringeren Tragfähigkeit gefahren werden.

## Die Schiffe
| Nobiskruger Nr. 2                  | Nobiskruger Nr. 2 | Nobiskruger Nr. 2 | Nobiskruger Nr. 2                                      | Nobiskruger Nr. 2                                      | Nobiskruger Nr. 2 |
| Bauname                            | Bau- nummer       | IMO- Nummer       | Kiellegung Stapellauf Ablieferung                      | Auftraggeber                                           | Umbenennungen und Verbleib |
| ---------------------------------- | ----------------- | ----------------- | ------------------------------------------------------ | ------------------------------------------------------ | --- |
| Detlef Schmidt                     | 692               | 7803499           | ? 14. September 1978 31. Oktober 1978                  | Karl-Heinz Fray, Rendsburg                             | 1994 verlängert, 1994 Marianne, 2001 Al-Gaga, 2010 Jamal, 2010 Mariam, 2011 Diamond, 2016 Sea Jewel I, ab 24. Dezember 2020 durch New Choice Enterprises in Gadani verschrottet. |
| Südwind                            | 691               | 7803487           | ? 13. Oktober 1978 2. Dezember 1978                    | Karl-Heinz Baase, Rendsburg                            | 1989 Alrek, 1991 Südwind, 2005 Ibo Mar, 2006 Majd, 2006 Med Carrier, 2008 Fast Carrier, ab 1. Oktober 2012 durch Izmir Geri Donusum in Aliağa verschrottet.                      |
| Eider                              | 694               | 7812854           | 20. September 1978 21. November 1978 29. Dezember 1978 | Jürgen Speck, Rendsburg                                | 1994 verlängert, 2002 Coastal Breeze, 2007 Eider, 2015 Just Reema, 2018 Eider, so in Fahrt.                                                                                      |
| Maja-M.                            | 695               | 7904918           | April 1979 11. Juni 1979 14. Juli 1979                 | Klaus & Ursula Mimietz, Rendsburg                      | 2002 Maja, ab 5. November 2012 verschrottet. |
| St.Antonius                        | 696               | 7904920           | 13. Juni 1979 13. September 1979 31. Oktober 1979      | St.Antonius Schiffahrtsgesellschaft Egon Holst, Lübeck | 1985 Aros Mistley, 1986 St.Antonius, 1989 Agila, 1991 Ostwind, 2005 Westwind I, 2009 Polaris 2, 2009 Ayder, ab 8. Oktober 2018 durch BMS Gemi GD in Aliağa verschrottet.         |
| Daten: Equasis, Miramar Ship Index |                   |                   |                                                        |                                                        | |